# فرورفتگی کوما-مانیچ
فرورفتگی کوما-مانیچ (روسی: Кумо–Манычская впадина، آوانگاری Kumo–Manychskaya vpadina) یک پست‌بوم و فرورفتگی در ناحیه قفقاز شمالی و استان قالموقستان و سرزمین استاوروپول کشور روسیه است.